# Iso Kivijärvi (sjö i Satakunta, lat 61,75, long 21,93)
Iso Kivijärvi är en sjö i Finland. Den ligger i kommunen Påmark i landskapet Satakunta, i den sydvästra delen av landet, 240 km nordväst om huvudstaden Helsingfors. Iso Kivijärvi ligger 40 meter över havet. I omgivningarna runt Iso Kivijärvi växer i huvudsak blandskog. Arean är 23,8 hektar och strandlinjen är 2,63 kilometer lång. Sjön  ingår i Karvia å huvudavrinningsområde. 